# Lamin Colley (Fußballspieler, 1985)
Lamin Colley (* 6. Februar 1985) ist ein ehemaliger gambischer Fußballspieler, der als Verteidiger für den Armed Forces FC und die Gambische Fußballnationalmannschaft spielte.